# Campionato Italiano Sport Prototipi 2025
Il Campionato Italiano Sport Prototipi 2025 è la ventiduesima edizione del Campionato Italiano Sport Prototipi.

## Calendario
Il calendario ufficiale è stato annunciato sui canali di ACI Sport il 26 settembre 2024.
| Round | Circuito                                                        | Data            |
| ----- | --------------------------------------------------------------- | --------------- |
| 1     | Misano World Circuit Marco Simoncelli, Misano Adriatico, Italia | 2-4 maggio      |
| 2     | Autodromo di Vallelunga, Campagnano di Roma, Italia             | 6-8 giugno      |
| 3     | Autodromo Nazionale Monza, Monza, Italia                        | 20-22 giugno    |
| 4     | Autodromo Internazionale del Mugello, Scarperia, Italia         | 11-13 luglio    |
| 5     | Autodromo Enzo e Dino Ferrari, Imola, Italia                    | 26-28 Settembre |
| 6     | Misano World Circuit Marco Simoncelli, Misano Adriatico, Italia | 10-12 Ottobre   |

## Entry List
| Team               | No. | Pilota              | Round |
| ------------------ | --- | ------------------- | ----- |
| Emotion Motorsport | 1   | Davide Uboldi       | 1-4   |
| Emotion Motorsport | 19  | Luca Verdi          | 1-4   |
| V-Action           | 3   | Andrea Frizza       | 1-4   |
| V-Action           | 7   | Celian Gallasin     | 1     |
| V-Action           | 8   | Luigi Maselli       | 2-4   |
| V-Action           | 9   | Michele Locatelli   | 2-4   |
| V-Action           | 10  | Filippo Lazzaroni   | 1-3   |
| V-Action           | 22  | Emanuele Romani     | 2-4   |
| V-Action           | 26  | Riccardo Tarsi      | 1     |
| Luxury Car Racing  | 8   | Luigi Maselli       | 1     |
| Luxury Car Racing  | 9   | Michele Locatelli   | 1     |
| Luxury Car Racing  | 18  | Chassaud Gautier    | 1     |
| Luxury Car Racing  | 28  | Matheo Lienard      | 1     |
| Bad Wolves         | 10  | Filippo Lazzaroni   | 4     |
| Bad Wolves         | 14  | Omar Magliona       | 1-3   |
| Bad Wolves         | 20  | Daniele Pialorsi    | 3     |
| Bad Wolves         | 21  | Alberto Fulgori Jr. | 1-4   |
| Bad Wolves         | 24  | Manuel Deodati      | 1     |
| Bad Wolves         | 26  | Riccardo Tarsi      | 2, 4  |
| Bad Wolves         | 44  | Luca Esposito       | 1-4   |
| Avelon Formula     | 12  | Victor Ionescu      | 1-4   |
| Avelon Formula     | 15  | Giacomo Maman       | 1-4   |
| Avelon Formula     | 23  | Simone Bianco       | 1-4   |
| Avelon Formula     | 67  | Christian Canonica  | 1-4   |

## Risultati
| Round | Round | Circuito                              | Data         | Pole Position     | Giro Veloce    | Vincitore         | Team Vincente      | Vincitore Cat. Rookie | Vincitore U25     |
| ----- | ----- | ------------------------------------- | ------------ | ----------------- | -------------- | ----------------- | ------------------ | --------------------- | ----------------- |
| 1     | R1    | Misano World Circuit Marco Simoncelli | 3 maggio     | Simone Bianco     | Simone Bianco  | Simone Bianco     | Avelon Formula     | Simone Bianco         | Simone Bianco     |
| 1     | R2    | Misano World Circuit Marco Simoncelli | 4 maggio     |                   | Victor Ionescu | Simone Bianco     | Avelon Formula     | Simone Bianco         | Simone Bianco     |
| 2     | R1    | Autodromo di Vallelunga               | 7 giugno     | Filippo Lazzaroni | Giacomo Maman  | Filippo Lazzaroni | Bad Wolves         | Christian Canonica    | Filippo Lazzaroni |
| 2     | R2    | Autodromo di Vallelunga               | 8 giugno     |                   | Luca Verdi     | Simone Bianco     | Avelon Formula     | Simone Bianco         | Simone Bianco     |
| 3     | R1    | Autodromo Nazionale Monza             | 21 giugno    | Davide Uboldi     | Luca Verdi     | Simone Bianco     | Avelon Formula     | Simone Bianco         | Simone Bianco     |
| 3     | R2    | Autodromo Nazionale Monza             | 22 giugno    |                   | Simone Bianco  | Giacomo Maman     | Avelon Formula     | Giacomo Maman         | Giacomo Maman     |
| 4     | R1    | Autodromo Internazionale del Mugello  | 12 luglio    | Simone Bianco     | Luca Verdi     | Luca Verdi        | Emotion Motorsport | Luca Verdi            | Luca Verdi        |
| 4     | R2    | Autodromo Internazionale del Mugello  | 13 luglio    |                   | Andrea Frizza  | Andrea Frizza     | V-Action           | Alberto Fulgori Jr.   | Andrea Frizza     |
| 5     | R1    | Autodromo Enzo e Dino Ferrari         | 27 settembre |                   |                |                   |                    |                       |                   |
| 5     | R2    | Autodromo Enzo e Dino Ferrari         | 28 settembre |                   |                |                   |                    |                       |                   |
| 6     | R1    | Misano World Circuit Marco Simoncelli | 11 ottobre   |                   |                |                   |                    |                       |                   |
| 6     | R2    | Misano World Circuit Marco Simoncelli | 12 ottobre   |                   |                |                   |                    |                       |                   |

Note: 

## Classifiche
I punti sono assegnati ai primi dieci in classifica generale. Viene assegnato anche un punto per il giro veloce e per la pole position. 
| Posizione | 1° | 2° | 3° | 4° | 5° | 6° | 7° | 8° | 9° | 10° | Pole | GV |
| Punti     | 20 | 15 | 12 | 10 | 8  | 6  | 4  | 3  | 2  | 1   | 1    | 1  |

### Classifiche Piloti
| Pos | Pilota              | MIS1 | MIS1 | VLL | VLL | MNZ | MNZ | MUG | MUG | IMO | IMO | MIS2 | MIS2 | Pti. |
| Pos | Pilota              | R1   | R2   | R1  | R2  | R1  | R2  | R1  | R2  | R1  | R2  | R1   | R2   | Pti. |
| --- | ------------------- | ---- | ---- | --- | --- | --- | --- | --- | --- | --- | --- | ---- | ---- | ---- |
| 1   | Simone Bianco       | 1    | 1    | 3   | 1   | 1   | 4   | Rit | 6   |     |     |      |      | 112  |
| 2   | Davide Uboldi       | 3    | 4    | 5   | 2   | 3   | Rit | 6   | 3   |     |     |      |      | 76   |
| 3   | Alberto Fulgori Jr. | 2    | 6    | 9   | Rit | 7   | 3   | 3   | 2   |     |     |      |      | 66   |
| 4   | Christian Canonica  | 5    | 5    | 2   | 4   | 6   | 2   | 10  | 8   |     |     |      |      | 66   |
| 5   | Giacomo Maman       | 4    | 2    | Rit | Rit | 6   | 1   | 7   | 13  |     |     |      |      | 65   |
| 6   | Luca Verdi          | 6    | Rit  | 4   | 3   | 13  | 9   | 1   | 4   |     |     |      |      | 63   |
| 7   | Andrea Frizza       | 15   | 7    | 8   | 9   | 8   | Rit | 2   | 1   |     |     |      |      | 48   |
| 8   | Filippo Lazzaroni   | 14   | 11   | 1   | 5   | 5   | 8   | 5   | NP  |     |     |      |      | 48   |
| 9   | Luigi Maselli       | 10   | 14   | 7   | 6   | 10  | 5   | 4   | 7   |     |     |      |      | 34   |
| 10  | Victor Ionescu      | 7    | 3    | 6   | Rit | 9   | Rit | 8   | 10  |     |     |      |      | 29   |
| 11  | Luca Esposito       | 16   | 15   | 12  | Rit | 4   | Rit | Rit | 5   |     |     |      |      | 18   |
| 12  | Michele Locatelli   | 11   | 10   | Rit | 10  | 14  | 6   | 9   | 9   |     |     |      |      | 12   |
| 13  | Emanuele Romani     |      |      | 11  | 7   | 12  | 7   | Rit | 11  |     |     |      |      | 8    |
| 14  | Riccardo Tarsi      | 9    | 9    | 10  | 8   |     |     | Rit | 12  |     |     |      |      | 8    |
| 15  | Omar Magliona       | 8    | 16   | Rit | Rit | 11  | Rit |     |     |     |     |      |      | 3    |
| 16  | Matheo Lienard      | 13   | 8    |     |     |     |     |     |     |     |     |      |      | 3    |
| 17  | Celian Gallasin     | 12   | Rit  |     |     |     |     |     |     |     |     |      |      | 0    |
| 18  | Chassaud Gautier    | Rit  | 12   |     |     |     |     |     |     |     |     |      |      | 0    |
| 19  | Manuel Deodati      | Rit  | 13   |     |     |     |     |     |     |     |     |      |      | 0    |
| 20  | Daniele Pialorsi    |      |      |     |     | Rit | NP  |     |     |     |     |      |      | 0    |
| Pos | Pilota              | R1   | R2   | R1  | R2  | R1  | R2  | R1  | R2  | R1  | R2  | R1   | R2   | Pti. |
| Pos | Pilota              | MIS1 | MIS1 | VLL | VLL | MNZ | MNZ | MUG | MUG | IMO | IMO | MIS2 | MIS2 | Pti. |